# Ай-Витют
Ай-Витют — река в России, протекает по территории Надымского района Ямало-Ненецкого АО. Устье реки находится в 429 км по правому берегу реки Надым. Длина реки — 14 км.

## Данные водного реестра
По данным государственного водного реестра России относится к Нижнеобскому бассейновому округу, водохозяйственный участок реки — Надым. Речной бассейн реки — Надым.
Код объекта в государственном водном реестре — 15030000112115300047576.